# Heliconia latispatha
Heliconia latispatha är en enhjärtbladig växtart som beskrevs av George Bentham. Heliconia latispatha ingår i släktet Heliconia och familjen Heliconiaceae. Inga underarter finns listade.

## Bildgalleri

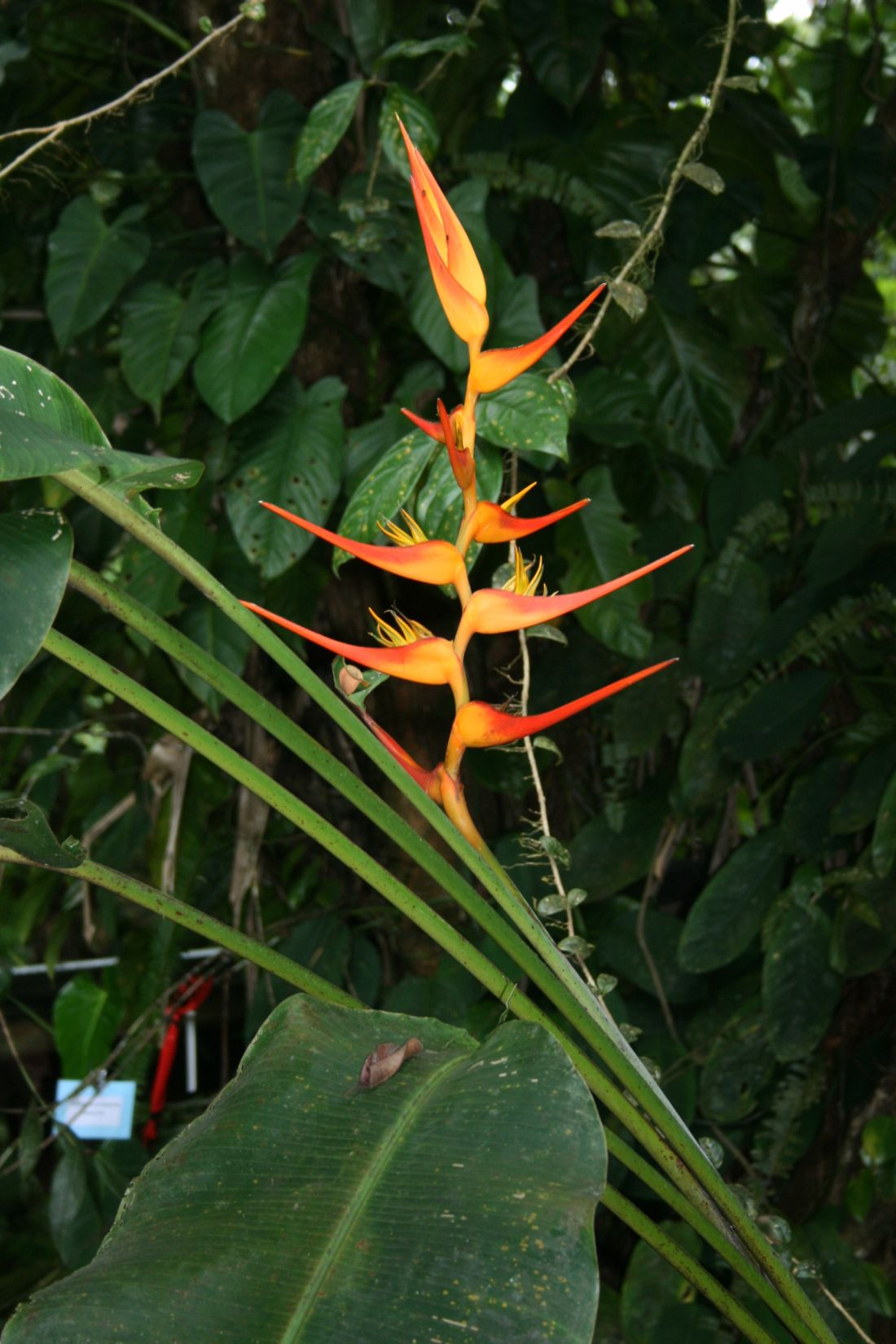
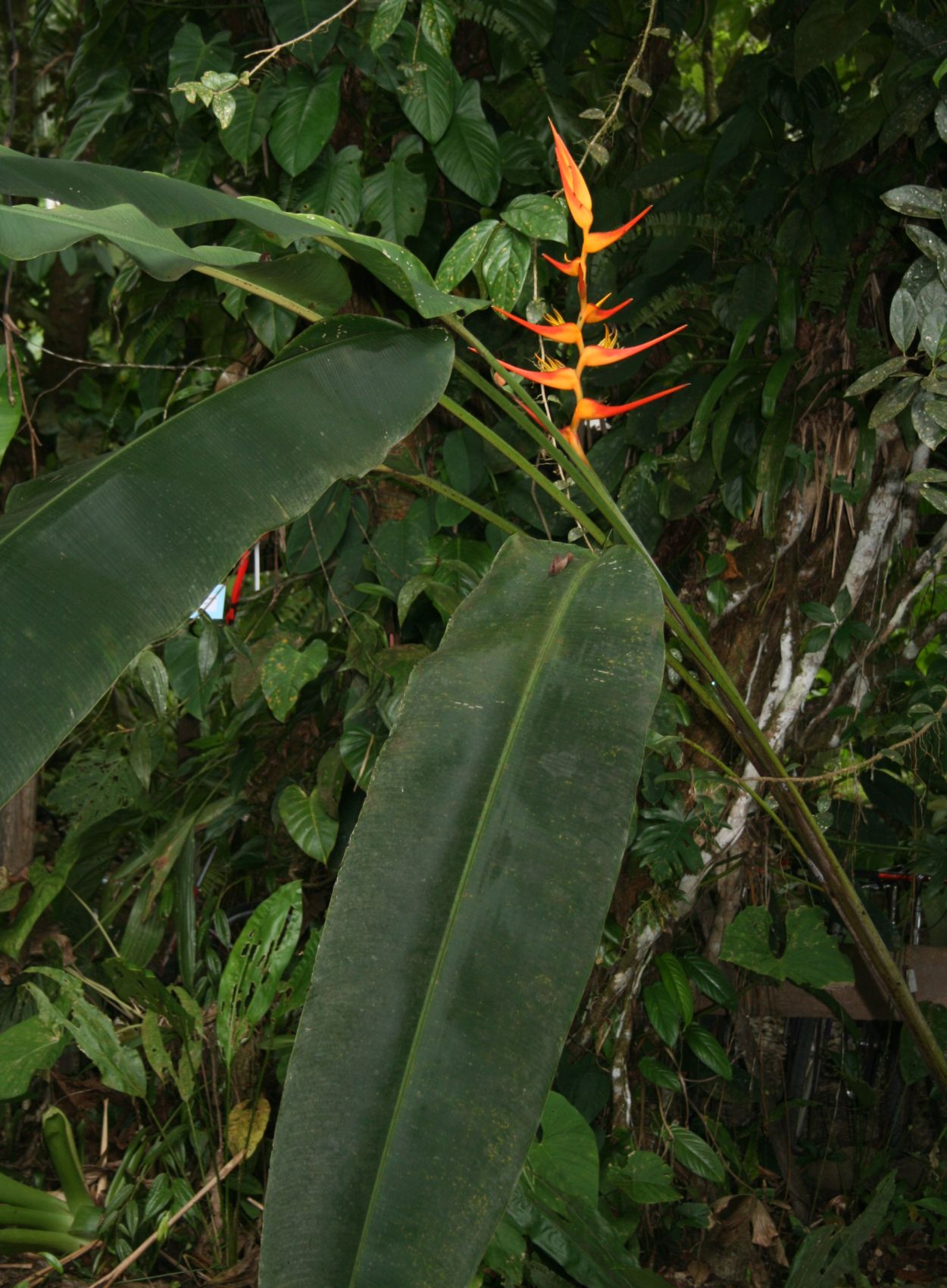
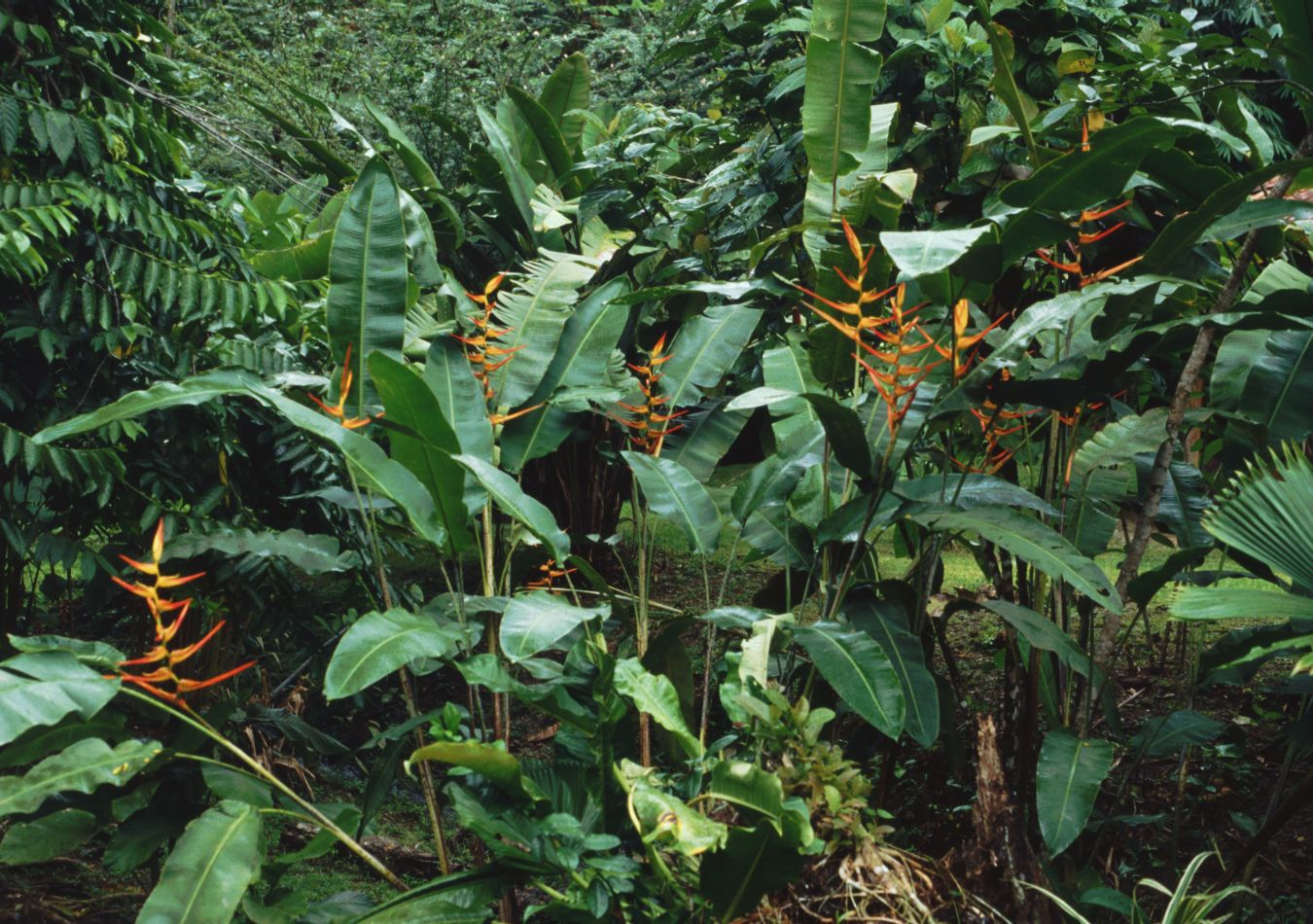
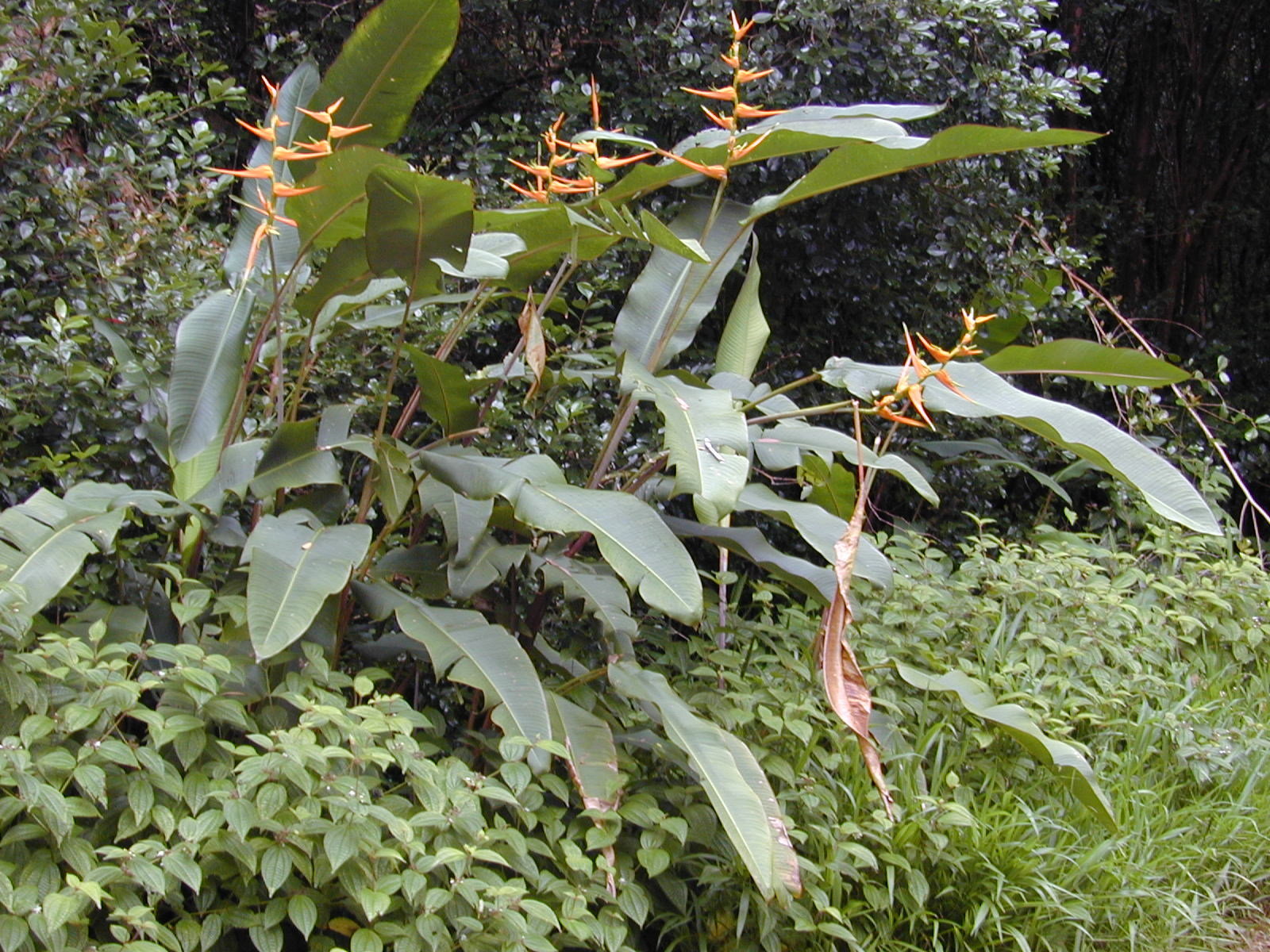
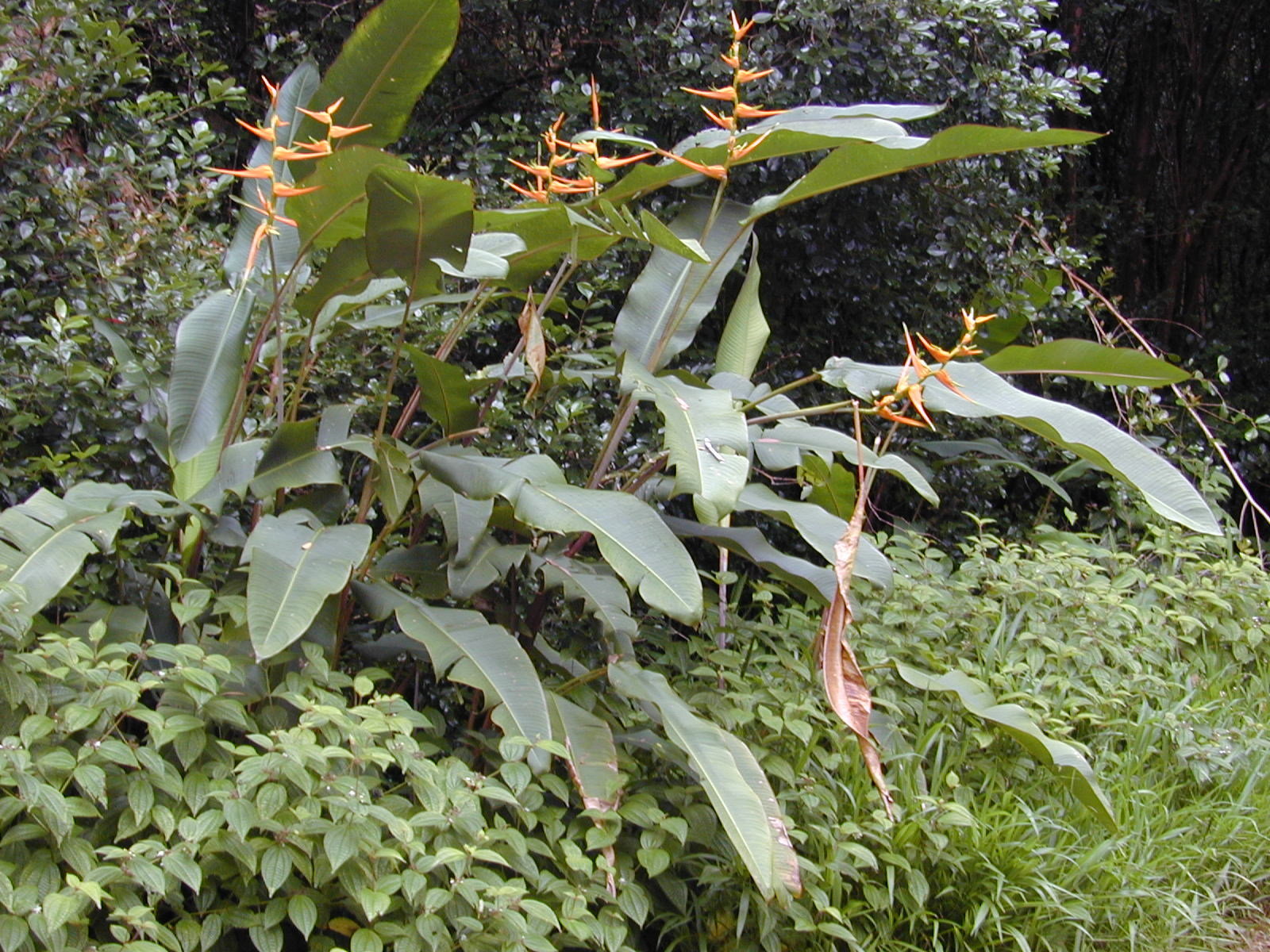
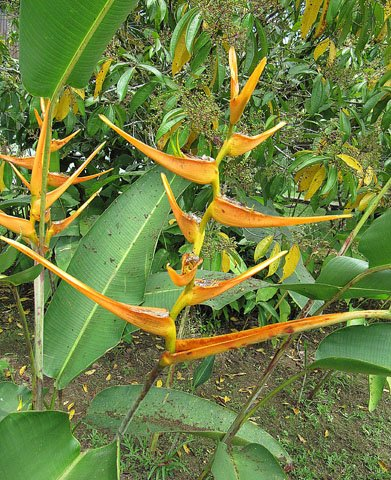